# 历峰集团
历峯集团（英語：Richemont），原名（Compagnie Financière Richemont SA）是一間瑞士奢侈品公司，由南非亿万富翁约翰·鲁伯特于1988年建立。公司主要涉及的商业领域是：珠宝、高档手表、配件书写工具，高级皮具，时装等。从2004年以来，按营业额计算，它是世界第二大奢侈品公司，排名在LVMH和開雲集團之间。
2017年7月4日，歷峰集團出售旗下品牌上海灘給意大利服飾公司A.Moda，未披露其交易作價。

## 旗下公司
- 卡地亚（Cartier S.A.）：珠宝、手表等
- 梵克雅宝（Van Cleef & Arpels）：珠宝、手表等
- 布契拉提 (Buccellati) ：珠宝、手表等
- 伯爵表（Piaget）：珠宝、手表等
- 江诗丹顿（Vacheron Constantin）：手表
- 朗格錶（A. Lange & Sohne）：手表
- 积家（Jaeger-LeCoultre）：手表
- 沛纳海（Officine Panerai）：手表
- 万国（International Watch Co）：手表
- 名士手錶（Baume et Mercier）：手表
- 万宝龙（Montblanc）：笔、珠宝、手表等
- 登喜路公司（Alfred Dunhill）：男装、配饰、手表等
- 拉夫·劳伦马球（Polo Ralph Lauren）：手表
- 兰姿（Lancel）：皮具、箱包等
- Chloé时装、箱包等
- Delvaux时装、箱包等
- James Purdey & Sons：運動及觀賞用的獵槍、來福槍
- Azzedine Alaia、
- Net-à-Porter：奢侈品网络零售
- 罗杰杜比（Manufacture Roger Dubuis）：手表
- Serapian
- Dufry AG7.5%

備註：公司拥有拉夫·劳伦马球手錶及珠寶50%的股權。